# Liešťany
Liešťany este o comună slovacă, aflată în districtul Prievidza din regiunea Trenčín. Localitatea se află la altitudinea de 343 m deasupra n.m., se întinde pe o suprafață de 16,41 km2 și în 2017 număra 1.239 de locuitori.

## Istoric
Localitatea Liešťany este atestată documentar din 1332.

## Demografie
| An:                | 1994 | 2004   | 2014   | 2024   |
| ------------------ | ---- | ------ | ------ | ------ |
| Număr de persoane: | 1167 | 1248   | 1238   | 1169   |
| Diferență:         |      | +6,94% | −0,80% | −5,57% |

| An:                | 2023 | 2024   |
| ------------------ | ---- | ------ |
| Număr de persoane: | 1167 | 1169   |
| Diferență:         |      | +0,17% |